# Colección de historiadores de Chile y documentos relativos a la historia nacional
Colección de historiadores y de documentos relativos a la historia nacional (Sammlung von Historikern und Dokumenten zur nationalen Geschichte) ist eine chilenische Buchreihe aus dem 19. Jahrhundert zur chilenischen Landesgeschichte. Das Projekt befasste sich im Wesentlichen mit der Veröffentlichung von Chroniken und Dokumenten im Zusammenhang mit der Zeit der spanischen Herrschaft.
Die breit angelegte Reihe fasst zahlreiche Dokumente und historische Quellen in einer Sammlung zusammen. Sie besteht aus drei Serien, die koloniale, unveröffentlichte und Unabhängigkeitsdokumente umfassen (documentos de la colonia, inéditos y de la independencia), und war für die Rekonstruktion der nationalen Geschichte von grundlegender Bedeutung.
Der erste Band dieser in Santiago (Imprenta del Ferrocarril) erschienenen Reihe zur chilenischen Landesgeschichte wurde 1861 von Domingo Arteaga Alemparte herausgegeben.
Band 1 waren 1861 die Briefe von Pedro de Valdivia an Karl V. Erstes Buch der Akten des Kabinetts von Santiago (1541 bis 1557) (Cartas de Pedro de Valdivia al Emperador Carlos V. Primer libro de actas del cabildo de Santiago (1541 a 1557)).

## Bände (Auswahl)
- 1 Cartas de Pedro de Valdivia al emperador Carlos V. Primer libro de actas del cabildo de Santiago (1541 a 1557). Santiago, Imprenta Ferrocarril, 1861
- 2 Historia de Góngora y Marmolejo (1536–1575): documentos. Santiago, Imprenta Ferrocarril, 1864. Zusammen mit: Historia de Córdoba y Figueroa (1492–1717). Digitalisat
- 4 Miguel de Olivares. Historia militar, civil y sagrada de Chile. Santiago, Imprenta Ferrocarril, 1864. Medio cuero, 402p., este libro fue descatalogado por la universidad. Zusammen mit: Luis Tribaldos de Toledo. Vista jeneral de las continuadas guerras: difícil conquista del gran reino provincias de Chile
- 5 Hechos de Don García Hurtado de Mendoza, cuarto marques de Cañete, por Suarez de Figueroa. Santiago, Imprenta Ferrocarril, 1864. Zusammen mit: Hechos de don Alonso de Sotomayor por caro de torres. Encuadernado junto con: Guerras de Chile por tesillo
- 6 Pedro Mariño de Lovera. Crónica del reino de Chile. Santiago, Imprenta Ferrocarril, 1865